# Podgórnoie (Primórie)
|  | Per a altres significats, vegeu «Podgórnoie». |

Podgórnoie (en rus: Подгорное) és un poble del krai de Primórie, a l'Extrem Orient de Rússia, que en el cens del 2010 tenia 44 habitants.